# 髙田春奈
髙田 春奈 (たかた はるな、1977年（昭和52年）5月17日 - ）は、日本の実業家。エスプリングホールディングス創業者・代表取締役社長。日本サッカー協会 (JFA) 常務理事。
ジャパネットメディアクリエーション代表取締役社長、ジャパネットホールディングス取締役を歴任。サッカー界では、V・ファーレン長崎の代表取締役社長を務めたのを契機に、Jリーグ業務執行理事 、第2代公益社団法人日本女子プロサッカーリーグ（WEリーグ）代表理事（チェア）、一般社団法人日本女子サッカーリーグ理事長、日本サッカー協会 (JFA) 副会長を歴任した。
ジャパネットたかた創業者・髙田明の長女。

## 来歴
両親が結婚した長崎県平戸市で生まれ、転居先の佐世保市で育つ。父はジャパネットたかた創業者で前社長の髙田明。3人きょうだいの長女（長子）で、弟は同社社長の髙田旭人、そして旭人の下に妹がいる。
国際基督教大学卒業後、ソニーでの勤務を経て、2005年ジャパネットたかたの人材開発を担うジャパネットソーシャルキャピタル設立。
2010年、広告代理店・エスプリングアジャンスと人事コンサルティング会社・エスプリングソーシャルキャピタルを傘下に置くエスプリングホールディングスを設立し、代表取締役就任。
2015年ジャパネットホールディングスとエスプリングアジャンスとを経営統合し、同社取締役、ジャパネットメディアクリエーション代表取締役社長に就任。
2018年からはV・ファーレン長崎上席執行役員。2020年（令和2年）1月、父・明の後任としてV・ファーレン長崎の代表取締役社長に就任した。
実業家としての活動の傍ら、経営学を学ぶため東京大学経済学部に学士入学し、2008年に卒業。さらに同大学教育学部に学士入学し、2015年に卒業。2018年には東京大学大学院教育学研究科修士課程を修了し、同院博士課程にて教育思想の研究を継続している。
2022年1月31日、3月15日付で公益社団法人日本プロサッカーリーグ（Jリーグ）の業務執行理事（常勤理事）に就任すること、それに伴い2月28日をもってV・ファーレン長崎の代表取締役社長から退任すると発表された。Jリーグ常勤理事就任同時に日本サッカー協会 (JFA) の理事にも就任している。Jリーグでは社会連携や管理部門の複数のセクションを担当している。
2022年9月14日、公益社団法人日本女子プロサッカーリーグ（WEリーグ）の臨時理事会において、任期満了で退任する初代代表理事（チェア）岡島喜久子の後任候補者として内定したことが公表され、2022年9月29日に行われた定時社員総会ならびに理事会において正式にWEリーグチェア就任が決定した。同日付でJリーグ業務執行理事の辞任届が受理され、特任理事に就任。同年10月13日に行われた日本サッカー協会第11回理事会において副会長（職務代行順位第4順位）に選定された。
2023年4月20日、日本女子サッカーリーグ（なでしこリーグ）理事長に就任。
2024年9月29日をもってWEリーグ理事を契約満了で退任。後任にはJリーグチュアマンの野々村芳和が就任予定(9月26日の総会と理事会を経て正式決定)